# Maximiliano II Emanuel, Eleitor da Baviera
Maximiliano II Emanuel (11 de julho de 1662 – 26 de fevereiro de 1726), (em alemão:  Maximilian II Emmanuel) também chamado Maximiliano II Manuel ou Max Emanuel,  foi um membro da dinastia dos Wittelsbach que governou o Eleitorado da Baviera como príncipe-eleitor (em alemão:  Kurfürst), no âmbito do Sacro Império Romano-Germânico. Foi também o último governador dos Países Baixos Espanhóis e, mais tarde, duque do Luxemburgo. Soldado hábil, as suas ambições levaram a conflitos que limitaram os seus derradeiros objetivos dinásticas.
Nasceu em Munique sendo filho de Fernando Maria, Eleitor da Baviera e de Henriqueta Adelaide de  Saboia. Os seus avós maternos foram Vítor Amadeu I, Duque de Saboia e Cristina da França, filha do rei Henrique IV.

## Guerra contra o Império Otomano
Maximiliano herdou a coroa do eleitorado ainda menor em 1679 e permaneceu sob a regência do seu tio Maximiliano Filipe Jerónimo, Duque da Baviera-Leuchtenberg, até 1680. Em 1683, iniciou uma carreira militar, participando na defesa de Viena contra a tentativa do Império Otomano em estender os seus domínios na Europa. Regressou à corte o tempo suficiente para casar com a arquiduquesa Maria Antónia, filha do imperador Leopoldo I e de Margarida Teresa de Espanha, sendo o consórcio celebrado em Viena a 15 de julho de 1685. O casamento foi infeliz una vez que o casal não gostava um do outro, sendo no entanto bem sucedido o esforço em produzir um herdeiro quer para a Baviera, quer para a monarquia espanhola. A fama de Maximiliano Emanuel ficou garantida, em 1688, quando comandou o cerco de Belgrado que permitiu a tomada dessa cidade aos Turcos, com total apoio dos rebeldes sérvios sob o comando de Jovan Monasterlija.

## Governador dos Países Baixos Espanhóis
Na Guerra dos Nove Anos lutou de novo do lado dos Habsburgos, protegendo a fronteira do Reno e, sendo ele genro do Imperador e marido da sobrinha do rei de Espanha, foi nomeado governador dos Países Baixos Espanhóis já no final de 1691.
A sua aventura nos Países Baixos catalisou as ambições dinásticas de Maximiliano Emanuel. Um ano após a sua nomeação como governador, Maria Antónia morre em Viena, tendo sido mãe de um menino, José Fernando, que foi nomeado herdeiro da Monarquia Espanhola, mas que morreu em 1699, antes de subir ao trono. Um caminho alternativo para as ambições de Maximiliano Emanuel foi-lhe oferecido pelo casamento em 12 de janeiro de 1694 com Teresa Cunegunda Sobieska, filha do rei polaco João III Sobieski. Dois anos depois, quando João III morre, Max Emanuel tem a oportunidade de passar a influenciar os assuntos internos polacos.
Contudo, ele concentrou os seus interesses na Europa Ocidental, fazendo dos seus filhos, tidos de Teresa Cunegunda Sobieska, imperador Carlos VII e Clemente Augusto, os principais beneficiários das suas ambições.
Os dois acontecimentos mais destrutivos em toda a história de Bruxelas ocorreram durante o governo de Max Emanuel: o cerco de Bruxelas e o bombardeamento da cidade, em 1695, durante a Guerra dos Nove Anos pelas tropas Francesas, e o incêndio daí resultante.

## Guerra da Sucessão de Espanha

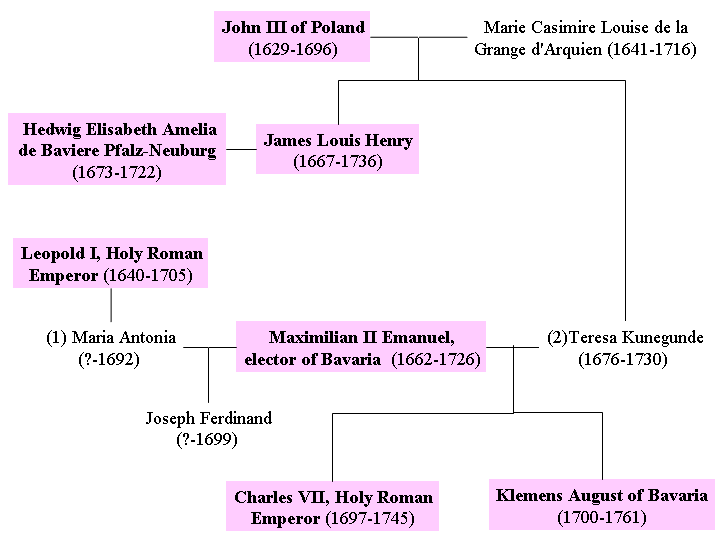
Árvore genealógica da família de Maximiliano II Emanuel

Maximiliano II foi um dos muitos que procurou reclamar o trono espanhol na sequência da morte de Carlos II de Espanha.  Em 1699 o seu filho mais velho, José Fernando, que fora nomeado Príncipe das Astúrias, morreu, dando origem à Guerra da Sucessão Espanhola. Com o início do conflito, em 1701, ele desenvolvera um plano para que os Wittelsbach suplantassem os Habsburgos como Imperadores do Sacro Império Romano-Germânico. Aliou-se com os franceses contra os Habsburgos e, em 1703, a sua campanha contra o Tirol não foi bem sucedida. Os seus planos viram-se frustrados pela desastrosa derrota na Batalha de Blenheim em 1704. A sua corte foi, então, evacuada para os Países Baixos, provocando a separação da família de Maximiliano Emanuel: os seus filhos foram feitos prisioneiros por alguns anos na Áustria, sendo Clemente Augusto educado por jesuítas. A Baviera foi partida entre a Áustria e João Guilherme, Eleitor Palatino, originando uma sangrenta revolta do povo bávaro contra as tropas imperiais austríacas.
Maximiliano Emanuel foi, de novo, forçado a abandonar os Países Baixos após a Batalha de Ramillies em 23 de maio de 1706 encontrando refúgio na corte francesa de Versalhes onde a sua falecida irmã Maria Ana (1660–1690) fora a consorte do Grand Dauphin. Em 1712 o  Luxemburgo e o Condado de Namur foram cedidos a Maximiliano Emanuel pelos seus aliados franceses. A guerra acabou, finalmente, em 1713 e, pelo Tratado de Utrecht Maximiliano Emanuel foi restaurado como monarca da Baviera. No entanto, só em 1715 é que, finalmente, a família se reuniu em Munique.

## Anos finais na Baviera

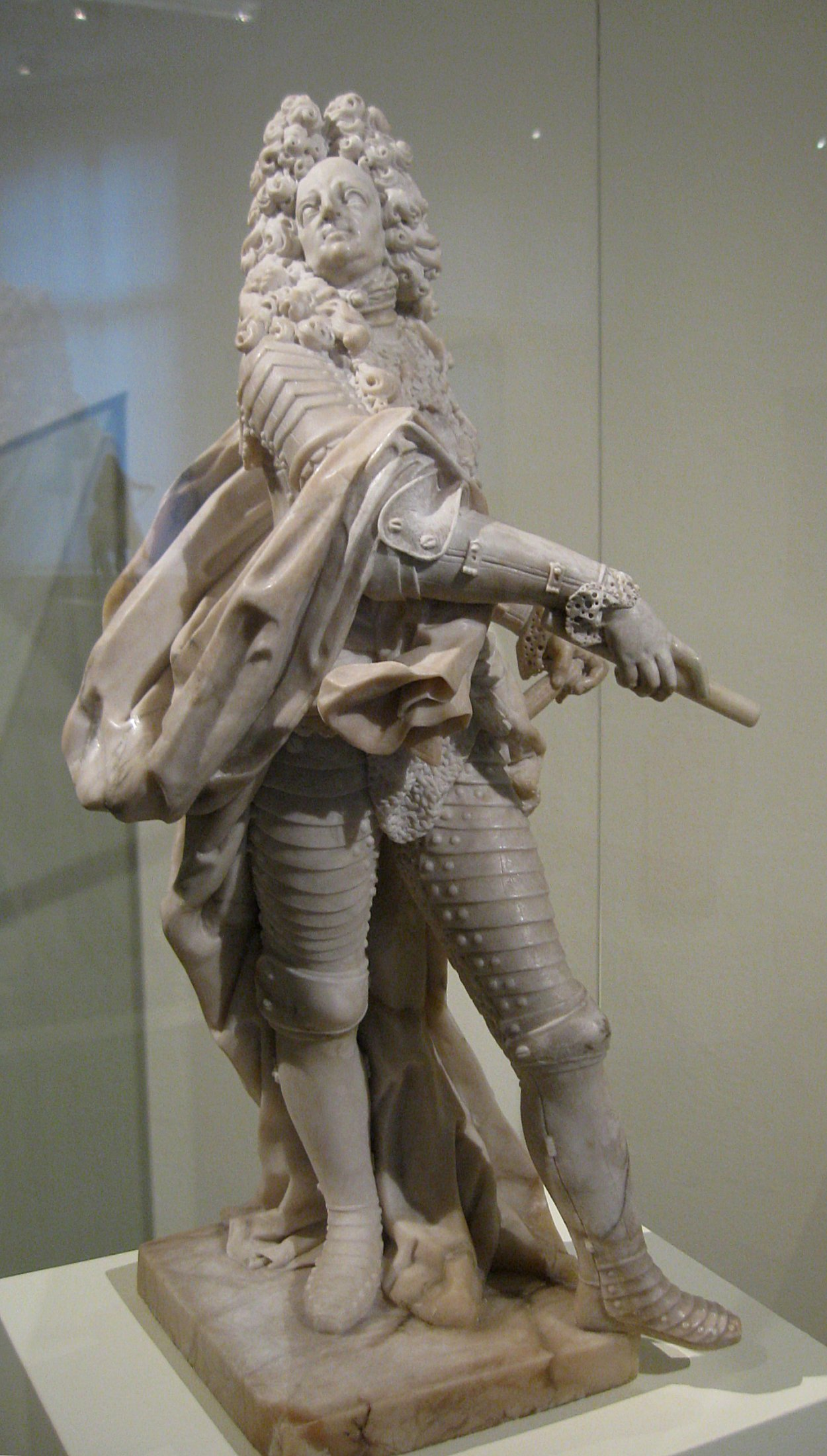
Max Emanuel por Giuseppe Volpini (1720)

De regresso à Baviera, Maximiliano Emanuel concentrou-se em projetos de arquitetura para equilibrar a falha das suas ambições políticas. Foi com amargura e desconforto que testemunhou a elevação à dignidade real de outros príncipes alemães: Augusto II da Saxónia (Rei da Polónia em 1697), Frederico I da Prússia (Rei da Prússia em 1701) e Jorge I de Hanover (Rei da Grâ-Bretanha em 1714) enquanto o seu estatuto era mantido.
Maximiliano Emanuel participou, então, nas novas guerras dos Habsburgos contra os turcos com o apoio de forças auxiliares bávaras (1717).
Em 1724, promoveu a união de todas as linhas dos Wittelsbach para aumentar a influência da dinastia que, na altura, possuíam quatro votos para a próxima eleição imperial: Maximiliano II Emanuel (como príncipe-eleitor da Baviera, o seu filho Clemente Augusto (Arcebispo-Eleitor de Colónia), Carlos III Filipe, Eleitor Palatino e Francisco Luís de Neuburgo (Arcebispo-Eleitor de Tréveris).
A coroa do Sacro Império Romano-Germânico seria ou para Maximiliano II ou para o seu filho Carlos Alberto. Já em 1722, Carlos Alberto casara com a arquiduquesa Maria Amália da Áustria.
Maximiliano Emanuel está sepultado na cripta da Theatinerkirche, em Munique.

## Legado cultural

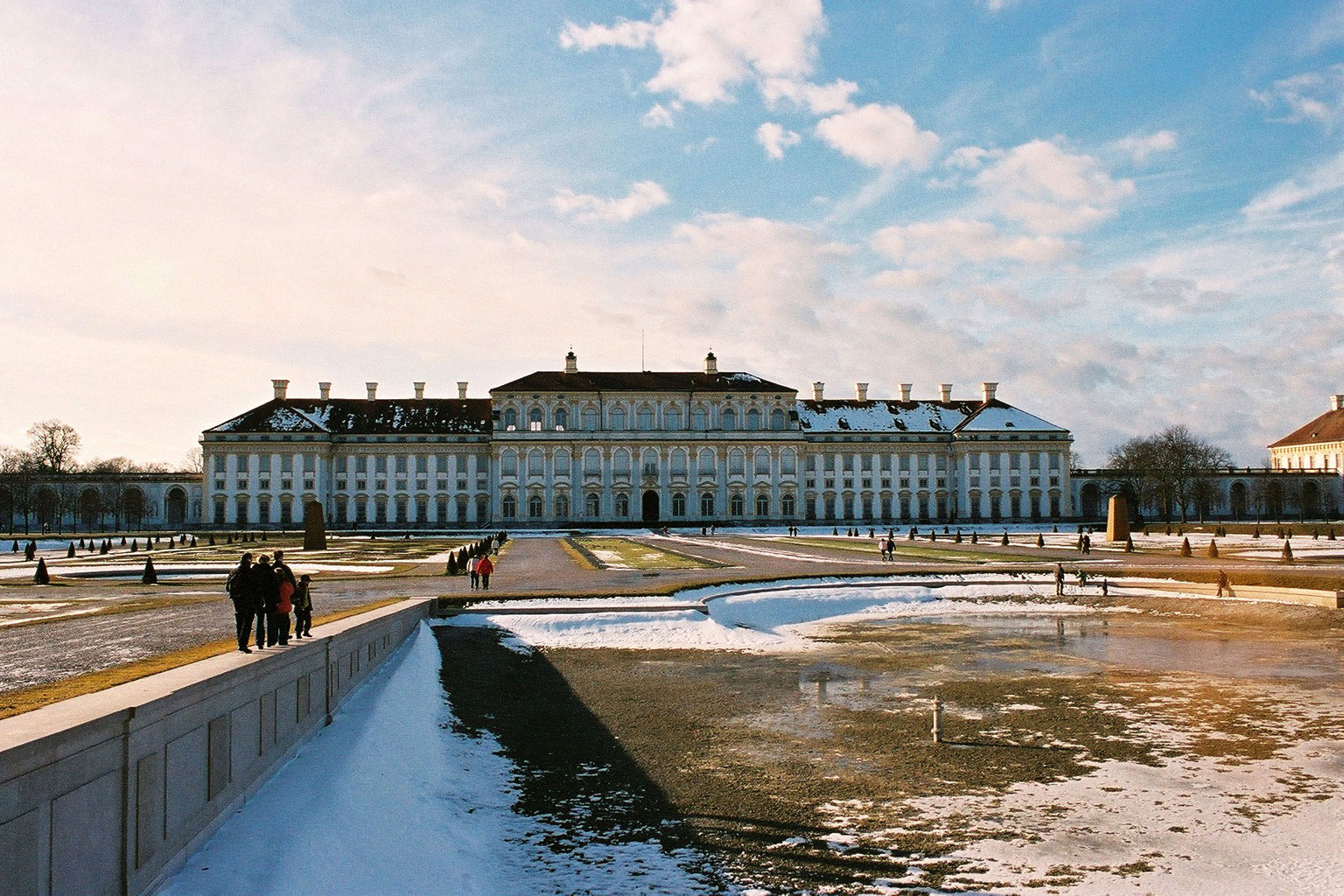
Schleissheim, o palácio novo

Durante todo o seu reinado Maximilian II Emanuel foi um mecenas das artes. Como governador dos Países Baixos Espanhóis adquiriu numerosas obras holandesas e flamengas para a coleção dos Wittelbach, hoje expostas na Antiga Pinacoteca (em alemão:  Alte Pinakothek).
A primeira metade do reinado de Maximiliano Emanuel foi ainda dominada pelos artistas italianos da corte de seus pais, como Enrico Zuccalli e Giovanni Antonio Viscardi. Com a nomeação de Joseph Effner como arquiteto-chefe da corte e do jovem François de Cuvilliés como seu assistente, a influência francesa aumentou significativamente e o regresso de Maximiliano Emanuel em 1715 marcou a origem do rococó bávaro.
Durante o seu reinado, o Palácio Nymphenburg foi ampliado, o Palácio de Dachau redesenhado e o novo Palácio de Schleissheim foi construído. Estes palácios estavam ligados por uma rede de canais tal como Max Emanuel conhecera nos Países Baixos. O Palácio Fürstenried foi construído para Max Emanuel como um pavilhão de caça.

## Casamentos e descendência
Maximiliano II Emanuel, casou duas vezes. A primeira, em 1685, com a arquiduquesa Maria Antónia da Áustria, filha do imperador Leopoldo I, de quem teve três filhos:
- Leopoldo Fernando (1689)
- Antônio (1690)
- José Fernando (1692–1699), Príncipe das Astúrias.

Do segundo casamento, realizado em 2 de janeiro de 1695, com Teresa Cunegunda Sobieska, filha de João III Sobieski da Polônia, teve:
- Filho natimorto (1695)
- Maria Ana Carolina (1696–1750), freira;
- Carlos VII (1697–1745), eleitor da Baviera, Rei da Boêmia e Imperador Romano-Germânico, casou em 1722 com a arquiduquesa Maria Amália da Áustria;
- Filipe Maurício Maria (1698–1719), eleito bispo de Paderborn e de Münster;
- Fernando Maria Inocêncio (1699–1738), general imperial;
- Clemente Augusto (1700–1761), Grão-Mestre da Ordem Teutônica, Príncipe Arcebispo de Colónia, Bispo de Ratisbona, Paderborn, Osnabrück, Hildesheim e Münster;
- Guilherme (1701–1704)
- Aloísio João Adolfo (1702–1705)
- João Teodoro (1703–1763), Cardeal, Príncipe-bispo de Ratisbona, Príncipe-bispo de Freising e Príncipe-bispo de Liége.
- Maximiliano Emanuel Tomás (1704–1709)

Maximiliano Emanuel teve ainda um filho ilegítimo da sua amante francesa, Agnes Françoise Louchier:
- Emmanuel François Joseph, Conde da Baviera (1695–1747) que teve duas crianças de Maria Josepha Karolina von Hohenfels.

Também teve um caso com Luísa Ana de Bourbon, neta de Madame de Montespan.